# 魁渡頌胆
魁渡 頌胆（かいと しょうた、1996年6月19日 - ）は、新潟県佐渡市出身で浅香山部屋（入門時は友綱部屋）所属の元大相撲力士。本名は萩原 頌胆（はぎわら しょうた）。身長181cm、体重166kg、血液型はA型。最高位は東幕下5枚目（2020年3月場所）。好物はアイス、メロン。
現在しょうタンという名前で【ピースオブケイク-Pice of Cake-】というグループでYouTube活動している。

## 来歴
母親はタイ人で、小学校4年までタイで生活した。小学校4年次に、未経験ながら出場した佐渡市の相撲大会で2位入賞したことをきっかけに地元の相撲道場（佐渡少年相撲教室）で本格的に相撲を始めた。佐渡市立金井中学校在学中は陸上部に所属し、砲丸投げで佐渡市の記録を更新しながら相撲も続けてきたが、3年生だった2011年に全国中学校体育大会の団体でベスト16、個人でも決勝トーナメント3回戦に進んだ。同年10月、地元で興行されたプロレスを観戦した後でプロレスラーとの食事会に参加し、参加者の1人だったレフリーと相撲の話題になって「魁皇に憧れていた」と話すと、そのレフリーが力士時代に魁皇の兄弟子だった、プロレスラーの大刀光に連絡を取った。その後、大刀光から連絡を受けた浅香山親方（元大関・魁皇）から勧誘を受けたことで、石川の強豪高校への進学がほぼ決まっていた状況から、15歳での角界入りを決意した。
2012年5月場所で浅香山親方の内弟子として友綱部屋から初土俵、2014年3月場所からは独立した浅香山部屋に所属が変わった。17歳で幕下に上がった同年5月場所で6勝1敗と勝ち越すなど順調に番付を上げていたが、2015年1月場所の取組中に左膝の靱帯を断裂する大けがを負った。1年近い休場を余儀なくされ、一時幕下だった番付は序ノ口まで下がった。相撲を始めて以来経験のない大きなけがであり、本人は後に新聞の記事で「体が思うように動かず、何度も辞めようと思った。稽古がしんどかった」と振り返る。それでも「佐渡で応援してくれる人のためにも、ここで終わる訳にはいかない」と奮起、辛いリハビリに取り組んできた。
2016年1月場所で序二段優勝を飾って再び番付を上げ、同年11月場所では自己最高位を更新した。以降は幕下に定着している。2017年7月場所後の時点での体重は入門当時と比べ35㎏増の160㎏。周囲も「体つきが一回り成長した」と目を細める。2017年8月5日の夏巡業佐渡場所は原則十両以上の力士が出場する中、郷土力士なので特別に幕下以下として出場を許された。
2020年1月場所では7番相撲で7勝目を挙げて7戦全勝での幕下優勝を飾った。7番相撲での狙いすましたような小手投げに関しては「狙ってた?いや、気にしないで…ウソです。頭のどこかにはありました。右を入れられて“やばい”って思ったけど、一発にかけてみようと」と語っていた。さらに「ボクのこの優勝をきっかけに、佐渡がもっと世の中に知られるようになればうれしいです。1つ上の先輩の寺沢さんにも負けないように」と同じ新潟県佐渡市出身で高砂部屋所属の寺沢を意識しつつ奮闘を誓っていた。なお2019年11月場所では7戦全敗を喫しており、幕下での全敗の翌場所全勝優勝は7番制以降では1978年5月場所の藻岩岳以来2人目(全勝での優勝同点を含めると3人目)となる。
同年9月場所で引退。浅香山部屋のInstagramによると2,3年前から首のヘルニアに悩まされており、本人としては納得の引退であるという。場所千秋楽後に断髪式を行い、今後芸能の道に進む意向を示した。

## 取り口
得意手は、突き、押し、引き、叩き。2015年に大怪我をする前はとにかく引きや叩きが多かったが、それ以降は前に出る相撲が増えている。浅香山からは「もっと前に出ろ」と指導を受けており、魁渡は「劣勢になると、はたいて逃げる癖があるので、相手を押し切るような相撲が取りたい」と課題の克服を見据える。

## エピソード
- 2016年11月1日、序二段（当時）の山崎と2人で、浅香山の故郷である直方市の保育園や小学校、介護老人施設を訪れ、子供や入所者と交流した。市職員労組が、地域貢献の一環として初めて企画。市の植木保育園では、1歳から5歳の児童116人が2人と交流。まわし姿の2人に園児たちは「大きい」と、びっくりした様子。2人は「練習していっぱいごはんを食べると強くなります」などと話し、園児たちと「ぶつかり稽古」。7、8人がかりでもびくともしない力士に、園児たちは「つよ～い」。園は子供たちの笑顔と歓声に包まれていた[7]。
- 2017年8月5日に開かれる夏巡業佐渡場所のPRを小野川（元幕内・大道）は佐渡市役所に訪れて三浦基裕市長を訪ねた際、小野川は「魁渡も帰ってきて相撲を取るので、佐渡の皆さんで盛り上げてほしい」とあいさつ。三浦は「生の相撲を見られる貴重な機会。体と体がぶつかる迫力ある取組を楽しみにしています」と期待した。巡業のPRで年寄が関取未経験者の名前を挙げることは異例だが、これは佐渡市の御当地力士自体が珍しいという事情にもよる[8]。

## 主な成績
通算成績
- 通算成績：176勝138敗29休(50場所)

各段優勝
- 幕下優勝：1回（2020年1月場所）
- 序二段優勝：1回（2016年1月場所）

場所別成績
| | 一月場所 初場所（東京） | 三月場所 春場所（大阪） | 五月場所 夏場所（東京）   | 七月場所 名古屋場所（愛知） | 九月場所 秋場所（東京）   | 十一月場所 九州場所（福岡） |
| --- | ----------------------- | ----------------------- | ------------------------- | --------------------------- | ------------------------- | --------------------------- |
| 2012年 （平成24年） | x                       | x                       | （前相撲）                | 西序ノ口18枚目 6–1          | 東序二段42枚目 5–2        | 西序二段6枚目 4–3           |
| 2013年 （平成25年） | 東三段目89枚目 3–4      | 東序二段筆頭 4–3        | 西三段目81枚目 6–1        | 西三段目23枚目 1–6          | 東三段目64枚目 6–1        | 東三段目11枚目 2–5          |
| 2014年 （平成26年） | 東三段目34枚目 4–3      | 東三段目21枚目 5–2      | 東幕下59枚目 6–1          | 西幕下28枚目 2–5            | 西幕下47枚目 2–5          | 西三段目9枚目 4–3           |
| 2015年 （平成27年） | 東幕下58枚目 休場 4–2–1 | 西幕下50枚目 休場 0–0–7 | 東三段目34枚目 休場 0–0–7 | 西三段目94枚目 休場 0–0–7   | 西序二段55枚目 休場 0–0–7 | 東序ノ口15枚目 5–2          |
| 2016年 （平成28年） | 東序二段64枚目 優勝 7–0 | 東三段目66枚目 6–1      | 西三段目11枚目 3–4        | 東三段目22枚目 5–2          | 東幕下58枚目 6–1          | 西幕下27枚目 4–3            |
| 2017年 （平成29年） | 東幕下22枚目 4–3        | 西幕下32枚目 5–2        | 東幕下20枚目 2–5          | 西幕下42枚目 5–2            | 西幕下27枚目 4–3          | 東幕下22枚目 2–5            |
| 2018年 （平成30年） | 東幕下40枚目 4–3        | 東幕下31枚目 4–3        | 東幕下24枚目 5–2          | 東幕下15枚目 2–5            | 東幕下27枚目 5–2          | 西幕下15枚目 2–5            |
| 2019年 （平成31年 /令和元年） | 西幕下32枚目 5–2        | 西幕下16枚目 5–2        | 西幕下9枚目 3–4           | 東幕下15枚目 4–3            | 西幕下11枚目 3–4          | 西幕下16枚目 0–7            |
| 2020年 （令和2年） | 西幕下51枚目 優勝 7–0   | 東幕下5枚目 1–6         | 感染症拡大 により中止     | 西幕下14枚目 2–5            | 西幕下25枚目 引退 3–4–0   | x                           |
| 各欄の数字は、「勝ち-負け-休場」を示す。 優勝 引退 休場 十両 幕下 三賞：敢=敢闘賞、殊=殊勲賞、技=技能賞 その他：★=金星 番付階級：幕内 - 十両 - 幕下 - 三段目 - 序二段 - 序ノ口 幕内序列：横綱 - 大関 - 関脇 - 小結 - 前頭（「#数字」は各位内の序列） |                         |                         |                           |                             |                           |                             |

## 改名歴
- 萩原 頌胆（はぎわら しょうた） 2012年5月場所
- 魁渡 頌胆（かいと しょうた）2012年7月場所 - 2020年9月場所